# 吳鴻 (清朝)
吳鴻（1725年—1763年），字頡雲，號雲巖。清朝翰林、詩人。浙江仁和（今屬杭州市）人，祖籍廣東海豐海頭鄉 ( 今屬汕尾市紅草鎮海頭村 ) 。
乾隆十二年（1747年）丁卯科浙江鄉試第一名舉人，乾隆十六年（1751年）辛未科一甲第一名進士（狀元）。授翰林院修撰。官至侍讀。著有《雲巖詩文稿》、《南亭筆記》等。